# Barthélemy Buyer
 (octobre 2013).
Barthélemy Buyer (né à Lyon vers 1433 et mort vers 1485) est un éditeur français. Il introduisit l'imprimerie à Lyon et fut le premier imprimeur-libraire en France à faire apparaître son nom sur un colophon.

## Biographie
Barthélemy Buyer est issu d’une vieille famille consulaire lyonnaise. Il est le fils de Pierre Buyer et de Marie Buatier. Sa mère est la fille d'une riche famille de merciers de Lyon dont neuf membres furent échevins entre 1398 et 1560. Bethélemy étudia d’abord à la Sorbonne. On pense qu’il y fit la connaissance de Jean Heynlin et de Guillaume Fichet, qui avaient introduit l'imprimerie à Paris pour la première fois, vers 1470, en y appelant des imprimeurs mayençais formés auprès de Gutenberg et ses successeurs, Michel Friburger, Ulrich Gering et Martin Crants.
Pris de passion pour cette nouvelle technique, Buyer à son retour en 1472 installe dans sa maison un atelier d’imprimerie, après avoir appelé auprès de lui le maître-ouvrier typographe Guillaume Le Roy (dit aussi Guillaume Régis, son nom d'origine étant Wilhem König), originaire de la région de Liège, qui avait été lui-même l’apprenti de maîtres allemands. On situe cet atelier sur la rive gauche de la Saône, traditionnellement rue Mercière, qui allait être la rue des imprimeurs pendant plusieurs siècles. Pour d'autres, il serait situé plus haut, rue Saint-Côme, devenue depuis rue Chavanne.
Le Speculum, qui porte le nom de Buyer, contient l'unique indication connue susceptible de nous renseigner mais malheureusement elle est trop succincte : « Hoc opus fuit completum et finitum in civitate Lugdini [sic], supra Rhodanum, per magistrum Guillermum Regis, dicte vile Lugdini, habitoribus, in domo honorabilis Bartholomei Burii [sic],  burgensis dicti Lugdini, die septimo mensis Januarii... ». Barthélémy Buyer ne fut pas imprimeur lui-même, comme l'attestent ses ouvrages qui portent souvent la mention : « à la requête de Barthélemy Buyer ». Buyer vendait ses livres en même temps que de la papeterie et du matériel typographique.
Barthélemy Buyer épouse à Lyon Louise Dalmèze, fille d'une riche famille notariale. Ils eurent un fils Jean.
La ville de Lyon rend hommage à Barthélemy Buyer en 1927 en donnant son nom à l'une des importantes avenues de la ville.

## Éditions les plus notables
- « Reverendissimi Lotharii Compendium breve », septembre 1473, recueil de textes latins à l'usage des prédicateurs, par le « révérend Lothaire » (cardinal qui allait devenir le pape Innocent III) est le premier livre imprimé à Lyon[4].
- « Le livre des merveilles du monde », 1475, le premier livre imprimé en français.
- « La légende dorée », recueil de vies des saints, de Jacques de Voragine et traduction de Jean Batallier, 1476.
- « Le miroir de la vie humaine », (traduction du « Speculum vitae humanae ») de Roderic, évêque espagnol de Zamora, 1477.
- « Le Miroir de la Rédemption », premier livre orné de gravures sur bois[5].
- « Le guidon de la practique en cyrurgie », de Guy de Chauliac, 1478, un livre de médecine.
- « Commentaria » de Bartolus de Saxoferrato, 1481, une somme juridique très lourde, avec des illustrations techniques sur bois, en aplat.
- « Le livre de Mandeville », 1481, qui est le dernier ouvrage paru sous son nom d'éditeur.

## Essor de l'imprimerie
Sa carrière fut brève mais connut un succès retentissant et une longue succession. Le roi Louis XI et le roi René seraient venus ensemble vers 1476 visiter sa boutique. Dès 1477, il fait travailler le nouvel atelier des allemands Nicolas Philippi (dit Pistoris) et Marc Reinhart. Il étendit son commerce jusqu’à Toulouse (à partir des années 1480) où il posséda même un atelier de presse. Certains auteurs le font pénétrer non seulement le marché français mais aussi les marchés italien (Naples) et espagnol  (Madrid). 
À partir de 1483, le nom de Barthélemy n’apparaît plus dans l’industrie du livre et les registres consulaires. Selon le « Catalogue des Lyonnais dignes de mémoire » de Bréghot et Péricaud (1839), il fut nommé échevin en 1483. Il aurait pu ainsi abandonner l'édition. Guillaume Leroy, à partir de cette date, ou peu avant, imprime à son nom et pourra se vanter de la première édition du « Roman de la Rose », en 1486, pourvue de gravures in-folio. Il disparaît à son tour de la vie active vers 1488 puis des registres après 1493. 
De son côté, Jacques Buyer, bachelier ès droits, frère cadet de Barthélemy et son exécuteur testamentaire, avait repris l’affaire, et paraît avoir fait travailler les imprimeurs allemands Mathieu Husz et Jean Siber, établis dans la ville. Ils publieront notamment dès 1487 : 
- la « Grant vita Christi » (en 2 volumes gothiques in-folio,avec figures sur bois),
- l'« Opus distinctionum » de Henri Bouhic (in-folio à 2 colonnes)
- et le fameux « Tractatus corporis Christi », in-quarto joliment imprimé en 3 caractères gothiques de différentes grosseurs.

Ce frère sera échevin à trois reprises, et ses ouvrages sont connus jusqu’à la date de 1509.